# Хехва (станция метро)
«Хехва» (кор. 혜화역) — подземная станция Сеульского метро на Четвёртой линии. Она представлена двумя боковыми платформами. Имеет 4 выхода. Станция обслуживается транспортной корпорацией Сеул Метро. Расположена в квартале Мёнънен-дон (96-5 Myeongnyun 4-ga, 110 Daehangno Jiha) района Чонногу города Сеул (Республика Корея). На станции установлены платформенные раздвижные двери.
Пассажиропоток — 89 716 чел/день (на январь-декабрь 2012 года).
Станция была открыта 18 октября 1985 года.
Открытие станции было совмещено с открытием участка Четвёртой линии Хехва—Ису длиной 15,4 км и еще 12 станцийː Тондэмун (421), Исторический и культурный парк Тондэмун, Чхунъмуро, Мён-дон, Хвехён, Сеул, Женский университет Соокмюнъ, Самгакджи, Синёнъсан, Ичхон, Донджак и Ису (Университет Чхонъсхин) (432).
В непосредственной близости расположены Сеульский национальный университет (больница и кампус медшколы Ёнен)(со стороны выхода 3 станции метро), Корейский национальный открытый университет (выход 2), кампус Католического университета Кореи (выход 1), университет Сункюнкван и кампус университета дизайна Хансон (выход 4).